# Heavens a Beer
Heavens a Beer ist eine Rockband aus Rieden, Rheinland-Pfalz. Sie spielen Mundartmusik im Eifler Dialekt und bezeichnen ihre Musik daher als Eifel-Rock.

## Geschichte
Die Band gründete sich aus dem ehemaligen The-Company-Sänger Guido Krämer, Urban Meid, Rüdiger Korneli, Byrt Djouad, Klaus Dobrzynski und Herbert Wolff. Sie betitelt ihren Stil als „Eifelrock“. Die Band spielte zunächst locker im Proberaum Coversongs zusammen, bevor sie Anfang 2013 begann erste Livekonzerte auf Jungesellenabschieden und Feiern zu spielen. Nach den ersten erfolgreichen Auftritten entschied man sich, eine CD zu produzieren. Der Name ist ein Wortspiel aus dem Englischen wörtlich „Himmel ist ein Bier“ und dem Eifler Spruch „„Häv äns a Bier!“ („Lass mal ein Bier trinken!“)“
Im August 2014 erschien das Debütalbum der Band über die 7us Media Group. Der Titel der CD lautet Tour de Äfel. Produziert wurde diese von Fabian Zimmermann in den Hafenstudios Andernach.
Eine Woche vor der Veröffentlichung des Albums erschien die erste Videoauskopplung zum Titel Aureblick voll Glück. Am 5. September 2014 waren Sänger Guido Krämer und Gitarrist Klaus Drobzynski in der Landesschau des SWR zu Gast. 2014 folgte die Weihnachtssingle All dat wat ich imme wollt.
Im Sommer 2015 verabschiedete sich Herbert Wolff aus der Band und wurde durch Frank Harz ersetzt. Am 25. November 2016 erschien das zweite Album Vulkan-Express. Kurze Zeit später verabschiedete sich Klaus Dobrzynski aus gesundheitlichen und persönlichen Gründen aus der Band.
Im Sommer 2017 drehte sich das Personalkarussell weiter und Rüdiger Korneli verabschiedete sich aus persönlichen und beruflichen Gründen aus der Band. Er wurde durch Jochen „Augschi“ Bauer ersetzt.
Am 9. Juni 2018 erschien die Vorab-Single Ose Ring in limitierter Auflage als Single-CD. Das dritte Album Äfelinator erschien am 4. Oktober 2019. Titel und Cover sind eine Anspielung auf ZZ Tops Album Eliminator.
2023 verabschiedete sich Byrt Djouad aus persönlichen Gründen aus der Band und wurde durch Kevin Grendel ersetzt.
In den Jahren 2021, 2022 sowie 2024 spielte die Band ein Benefizkonzert für die Opfer der Flutkatastrophe 2021 im Ahrtal.
Ende 2024 verabschiedete sich Tom Weise aus persönlichen Gründen aus der Band und wurde durch Mario Schmitz ersetzt. Anfang 2025 erschien die Single 'Kumm erin.'

## Musikstil
Die Band spielt Rockmusik auf Eifeler Mundart. Ein Titel heißt zum Beispiel Et kütt bi et kütt, was auf Hochdeutsch „Es kommt wie es kommt“ bedeutet. Weitere Titel lauten Aureblick voll Glück (Hochdeutsch: „Augenblick voll Glück“) oder Hey Dohäm (Hochdeutsch: „Hier Zuhause“). Die Texte sind dabei sowohl humorvoll gehalten, regen aber auch zum Nachdenken an. Einige Lieder der Band sind auch Teil des Kölner Karnevals, unter anderem das Lied Schützenfest und Jeder Jeck iss anners.
Maskottchen der Band ist der Eifel-Trecker, ein roter Traktor, der auf sämtlichen Veröffentlichungen der Band zu finden ist.

## Diskografie

### Alben
- 2014: Tour de Äfel (7us Media Group / Membran)
- 2016: Vulkan-Express  (7us Media Group)
- 2019: Äfelinator (7us Media Group)

### EPs
- 2013: Äfelstroß (Eigenvertrieb)[11]

### Singles
- 2014: All dat wat ich imme wollt
- 2017: Vulkan-Express
- 2017: Wat wirklich wichtisch is
- 2018: Ose Ring
- 2019: Karussel
- 2022: Zeitmaschin
- 2025: Kumm erin